# Pfarrkirche Vorderstoder

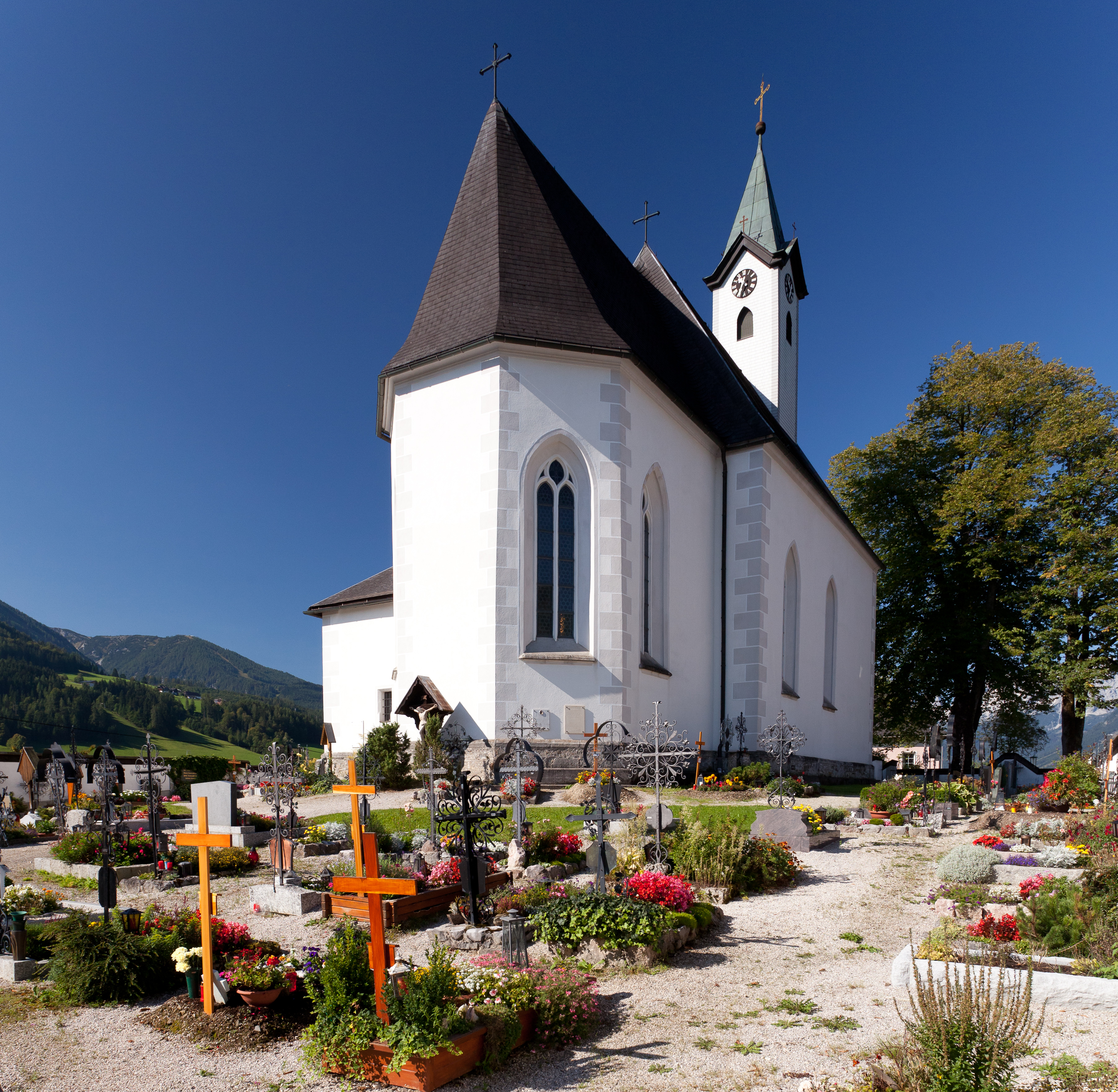
Katholische Pfarrkirche hl. Leopold in Vorderstoder

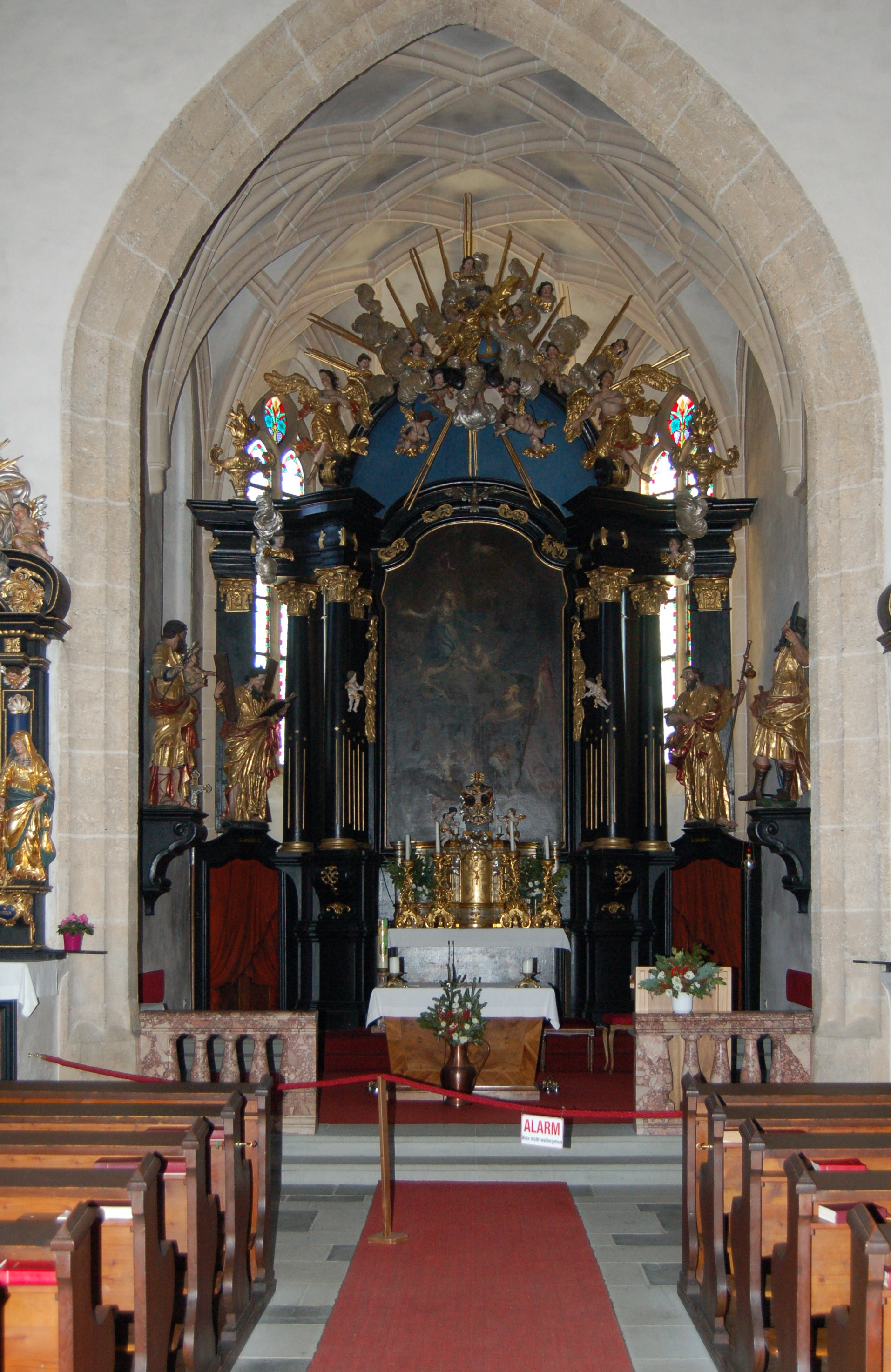
Innenansicht

Die römisch-katholische Pfarrkirche Vorderstoder steht in der Gemeinde Vorderstoder im Bezirk Kirchdorf in Oberösterreich. Sie ist dem heiligen Leopold geweiht und gehört zum Dekanat Windischgarsten in der Diözese Linz. Das Bauwerk steht unter Denkmalschutz.

## Geschichte
Der spätgotische Bau wurde 1507 geweiht.

## Kirchenbau

### Kirchenäußeres
Die Kirche ist ein spätgotischer Bau. Über der Westseite des Kirchendaches erhebt sich ein Dachreiter mit neuerem Spitzhelm. Das spätgotische Nordportal weist Stabwerk auf und ist spitzbogig.

### Kircheninneres
Die Kirche hat ein einschiffiges Langhaus mit drei Schiffsjochen. Der zweijochige Chor ist eingezogen und netzrippengewölbt. Er endet in einem 3/8-Schluss. Über Chor und Langhaus ist ein Netzrippengewölbe. Die Sockel der Runddienste sind gerautet.

### Ausstattung
Der Hochaltar stammt aus den Jahren 1745 und 1746. Die Statuen am Altar, sowie die beiden im Chor stehenden Statuen der Heiligen Josef und Isidor wurden urkundlich von Ignaz Mähl aus Wels geschaffen. Die Fassung des Hochaltarbildes und das Antependium stammen von Wolfgang Andreas Heindl. Das Altarbild malte Martin Johann Schmidt im Jahr 1770. Es wurde 1958 restauriert. Der Altar wurde im Jahr 1780 verkleinert. Die Seitenaltäre aus den Jahren 1705 und 1706 wurden urkundlich von Johann Baptist Carlperger geschaffen. Auf dem linken Seitenaltar steht eine spätgotische Marienstatue vom Anfang des 16. Jahrhunderts. Die Kanzel ist aus dem Jahr 1707. Im Langhaus hängen zwei Gemälde: Eines zeigt den „heiligen Leonhard“ und das zweite die „Vierzehn Nothelfer“. Beide hängen in einem guten Rahmen und wurden in der Art des Wolfgang Andreas Heindl gemalt.

## Glocken
Die einzige Glocke stammt aus dem Jahr 1401.